# Slesvigske Fodregiment
Slesvigske Fodregiment er et dansk regiment hjemmehørende på Haderslev Kaserne. Det blev oprettet 1. oktober 1778. Som følge af en omfattende omstrukturering af forsvaret, blev det i år 2000 nedlagt, men genoprettet 1. januar 2019.
Slesvigske Fodregiment er et af fire kamptropsregimenter under Hærkommandoen. Regimentet består af et Command Team (CT), Tjenestegrensinspektør- elementet for Kamptjenesten (TIELM), Regimentsstaben, Slesvigske Musikkorps (SMUK) og Reserven. Endvidere indgår XIII Lette Infanteribataljon (13.), der operativt er under kommando af 2. Brigade.

## Fane
På regimentets fanebånd står: Boden 1813, Isted 1850, Haderslev 9. April 1940

## Navne
- 1778 Fyenske Infanteri-Regiment,
- 1785 Slesvigske Infanteri-Regiment,
- 1842 13. Linie Infanteri-Bataillon,
- 1863 13. lnfanteri-Regiment,
- 1865 13. Infanteri-Bataillon,
- 1867 13. Bataillon,
- 1951 Slesvigske Fodregiment

(13. Bataljon tilgik 2. Regiment i 1932)
Regimentet fik sit udskrevne mandskab fra Nordslesvig og det sydlige Nørrejylland, senere fra Sydslesvig til 1864. Regimentet havde garnison i Slesvig til 1842, til 1854 i Fredericia, til 1923 i København, derefter i Viborg for i 1932 at flytte til Haderslev. Det har deltaget i krigene 1848-50 og 1864.

## Regimentsmærke
Regimentsmærket er et skjold med Slesvigs landsdelsvâben: to løver. Bagved sværd med fæstet opad. På dette Chr. VII's navnetal.

## Regimentschef
- 2019 - 2022 Oberst Lars Mouritsen

- 2022 - Oberst Lars Nygaard

- I et kapel i Domkirken ligger en mindebog med navnene på regimentets faldne